# 코엘루루스
코엘루루스(Coelurus)는 중생대 쥐라기 후기 오늘날의 아메리카 대륙에 살았던 육식공룡의 일종이다. 학명은 '속이 빈 꼬리'라는 의미를 가진다. 전체 몸 길이는 약 1.5~2m 정도이다. 소형 수각류로서는 초기에 발견된 종이다. 발은 비교적 긴 편이고, 짧지만 날카로운 치아를 가지고 있다. 작은 동물을 주로 잡아 먹었을 것으로 추정되지만, 때로는 대형 육식공룡이 먹다 남은 잔여물을 먹었을 것으로 보기도 한다.

사람과 크기 비교
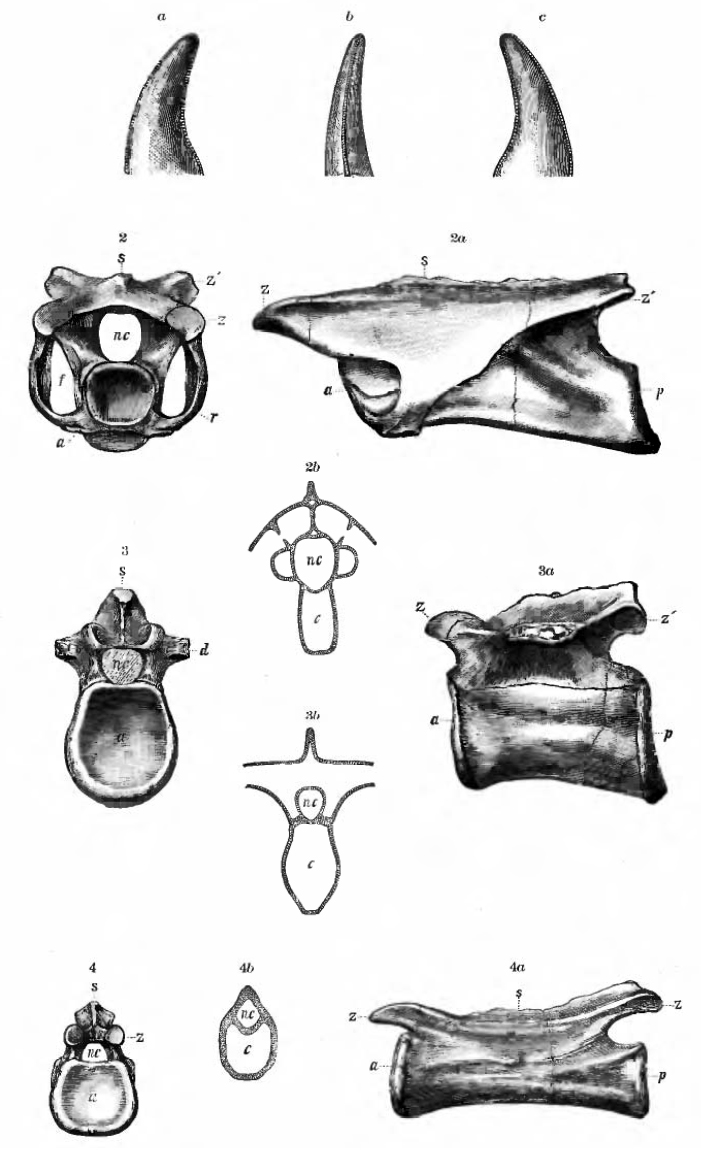
척추 복원도
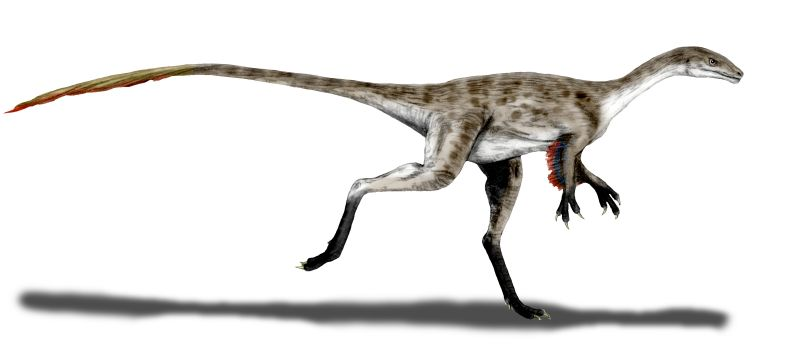
상상도